# ウティット・ヘーマムーン
ウティット・ヘーマムーン（อุทิศ เหมะมูล, Uthis Haemamool　1975年 - ）はタイ王国の小説家。2009年に、長編小説『ラップレー、ケンコーイ』で東南アジア文学賞を受賞。マノップ・ウドムデート監督映画『銃口の花』で芸術部門監督を務める。

## 略歴
ウティット・ヘーマムーンは、1975年 サラブリー県ケンコーイ郡に生まれる。
同郡のセーンウィタヤー校（โรงเรียนแสงวิทยา）、ワット・シラピニット校（โรงเรียนวัดศิลป์ราชพินิจ）を卒業後、ラーチャモンコン工科大学イーサーン校（コーラート）に進学し、美術を学ぶ。
1999年、シラパコーン大学 絵画・彫刻・版画学部を卒業。
その後、映画、音楽制作にかかわり、マノップ・ウドムデート総監督の映画『銃口の花』で芸術部門監督を務める。
2000年、雑誌に映画批評、短編小説を書き始める。
2009年、『ラップレー、ケンコーイ』（英題 ”The Brotherhood of Kaeng Khoi”）で東南アジア文学賞とセブン・ブック・アワードを受賞。CNNGoにて、タイで最も重要な人物の一人として掲載された。
2010年3月、来日し、東京都新宿区の国際交流基金、福岡市中央区のアクロス福岡、大阪市天王寺区の大阪国際交流センター、函館市大森町のサン・リフレ函館の4箇所で講演を行う。
2014年〜2015年、タイの文芸誌『Writer Magazine』およびタイ国文化省現代芸術文化局発行の文芸誌『Prakod』編集長。
2017年6月、『プラータナー：憑依のポートレート』（タイ語原題 ”Rang Khong Pratthana” 、英題”Silhouette Of Desire”）発表、同年8月、バンコクのArtist+Run Galleryにて自らのドローイングと絵画による展覧会「Silhouette Of Desire」を開催。
2018年8月、『プラータナー：憑依のポートレート』を原作とした演劇作品のバンコク公演（世界初演）がチュラーロンコーン大学文学部演劇学科のソッサイパントゥムコーモン劇場にて行われる予定である。脚本、演出はチェルフィッチュ主宰の岡田利規が手がける。
現在、バンコクに居住。

## 作品

### 短編小説集
- 『回顧の体積（パリマート・ラムプン）』(ปริมาตรำพึง) 2005年 ISBN 9789749297117
- 『戻らざる（マイ・ヨーン・クーン）』(ไม่ย้อนคืน) 2008年 ISBN 9789744750754
- 『悪、俗（サーマーン・サーマン）』（สามานย์ สามัญ）2014年 ISBN 9786167751320

### 論説・評論集
- 『151 CINEMA』2006年 ISBN 9789749345399
- 『OUTSIDER IN CINEMA』2008年 ISBN 9789748233369
- 『ON LITERATURE คนชำรุดหรือมนุษย์โรแมนติก（不完全な人あるいはロマンチックな人間）』2009年 ISBN 9786169011866
- 『Japan and I』2011年 ISBN 9789744754127
- 『好小説（ニヨム・ニヤーイ）』（นิยมนิยาย）2013年 ISBN 9789742894566
- 『WRITER'S TASTE ดื่มประวัติศาสตร์ จิบวิวัฒนาการ สำราญรสเบียร์（歴史を飲み、進化を味わい、ビールの味を楽しむ）』2014年 ISBN 9786167751511
- 『一段落の宇宙（チャックラワーン・ナイ・ヌン・ヨーナー）』（จักรวาลในหนึ่งย่อหน้า）2016年 ISBN 9786167751832
- 『作家の心（フゥアチャイ・ナックキアン）』（หัวใจนักเขียน）2016年 ISBN 9786167751894

### 中・長編小説
- 『性の舞踊（ラバム・メートゥン）』 (ระบำเมถุน) 2004年 ISBN 9789749208762
- 『鏡 I 像（グラヂョックガオ I ガオグラヂョック）』(กระจกเงา I เงากระจก) 2006年 ISBN 9789749411179
- 『ラップレー、ケンコーイ』 (ลับแล, แก่งคอย) 2009年 ISBN 9789744752147
- 『追憶の形象（ラック・アーライ）』（ลักษณ์อาลัย）2012年 ISBN 9786162078897
- 『残り香を秘めた京都 Kyoto: Hidden Sense』（เกียวโตซ่อนกลิ่น）2014年 ISBN 9786167751474
- 『転生（チュティ）』（จุติ）2015年 ISBN 9786167751597

### 翻訳
- （宇戸清治訳）短編集 『日曜日の夜』『薬指』『戻らざる日々』　国際交流基金 開高健記念アジア作家講演会シリーズ第19回目 配布　2010年

## 関連事項
- 東南アジア文学賞